# Rhynchocyclus
Genre
Rhynchocyclus est un genre de passereaux de la famille des Tyrannidés. Il se trouve à l'état naturel dans le Nord de l'Amérique du Sud,,, et en Amérique centrale,.

## Liste des espèces
Selon la classification de référence du Congrès ornithologique international (version 15.1, 2025) :
- Rhynchocyclus pacificus (Chapman, 1914) – Platyrhynque de Colombie, Bec-plat de Colombie, Tyranneau de Colombie ou Tyranneau du Pacifique
- Rhynchocyclus brevirostris (Cabanis, 1847) – Platyrhynque à bec court, Bec-plat à bec court ou Tyranneau à bec court
- Rhynchocyclus fulvipectus (Sclater, PL, 1860) – Platyrhynque à poitrine fauve, Bec-plat à poitrine fauve ou Tyranneau à poitrine fauve
- Rhynchocyclus aequinoctialis (Sclater, PL, 1858) – Tyranneau du Napo
- Rhynchocyclus olivaceus (Temminck, 1820) – Platyrhynque olivâtre, Bec-plat olivâtre ou Tyranneau olivâtre